# 주 경왕 (임신)
주 경왕(周 頃王)은 주나라의 제19대 왕(재위: 기원전 618년 ~ 기원전 613년)이다. 성은 희(姬), 이름은 임신(壬臣)이다. 주 양왕의 아들이다.

## 사적
아버지 양왕의 사망으로 왕위를 계승했지만 주 왕실의 재정은 빈궁함이 극에 달해 양왕의 장례도 치를 수 없을 정도였다. 경왕은 모백위를 노나라에 파견해 재정 원조를 청했고 노의 문공의 지원으로 양왕의 장례를 치를 수 있었다.
| 전 임 아버지 양왕 정 | 제19대 주나라의 왕 기원전 618년 ~ 기원전 613년 | 후 임 아들 광왕 반 |